# How Theosophy Came to Me
«Как теософия пришла ко мне» (англ. How Theosophy Came to Me) — автобиографические записки члена Теософского общества Чарлза Ледбитера, впервые опубликованные в 1928—1929 гг. в Сиднее в теософском журнале «The Australian Theosophist».. В 1930 году в Адьяре вышли отдельным изданием.

## Обзор тематики

### Спиритизм и теософия
Ледбитер пишет, что его всегда интересовали различные аномальные явления, и если «в какой-нибудь газете появлялся отчёт о появлении привидения или любопытных событиях в неспокойном доме», он сразу же отправлялся на место происшествия. Однако чаще всего «всё было впустую — либо не находилось свидетельств, достойных упоминания, либо разыскиваемый призрак отказывался являться». Иногда же появлялись признаки определённого успеха, и вскоре было собрано «достаточное количество прямых свидетельств», которые вполне могли убедить его, если бы он, по его словам, «нуждался в таком убеждении».
В отношении спиритизма Ледбитер был вначале настроен достаточно скептически, но всё же однажды решил провести эксперимент вместе со своей матерью и знакомым двенадцатилетним мальчиком, который, как они позже обнаружили, «оказался сильным физическим медиумом». У них был небольшой круглый столик с ножкой посередине и шёлковая шляпа автора, которую они положили на этот столик, и затем «опустили руки на её поля, как и было предписано». Неожиданно «шляпа совершила лёгкий, но явный полуоборот на полированной поверхности стола», а затем стала крутиться столь энергично, что уже было трудно удерживать на ней руки.
Дальнейшие события автор описывает так:

«Моя собственная, хорошо известная мне шляпа, за которой я никогда не подозревал никаких оккультных качеств, странным образом висела в воздухе, касаясь лишь кончиков наших пальцев, и не довольствуясь пренебрежением к законам гравитации со своей собственной стороны, приобщила к своей славе и стол, подняв и его. Я посмотрел вниз, на ножки стола — они были примерно в шести дюймах от ковра, и ноги никого из нас их не касались, и даже не были поблизости. Я поставил под них свою ногу, но там точно ничего не было — по крайней мере, ничего ощутимого физически».
Автор утверждает, что он «ни в коей мере не считал этот феномен проявлением умершего, а расценивал его просто как открытие некой новой силы».
Ледбитер пишет, что первой теософской книгой, попавшей ему в руки, был «Оккультный мир» А. П. Синнетта. Содержащиеся в этой книге истории очень его заинтересовали, но «истинное её очарование заключалось в даваемых ею проблесках удивительной системы философии», которая действительно могла рационально объяснить причину многих феноменов. Ледбитер написал Синнетту, и тот пригласил его приехать в Лондон, чтобы встретиться. Ледбитер рассказывает:

Когда я заговорил о вступлении в Теософское Общество, м-р Синнетт помрачнел и выразил мнение, что это вряд ли получится, поскольку, как он видит, я священник. Я конечно удивился, почему это Общество должно делать различие в зависимости от одежды, и наконец, решился робко задать этот вопрос. М-р Синнетт ответил: «Видите ли, у нас принято обсуждать всякий предмет и всякое верование с самого начала, без всяких предрассудков, и я боюсь, что на наших встречах вы скорей всего услышите много такого, что может основательно вас шокировать».
Однако большинство Совета Лондонской Ложи одобрило принятие Ледбитера. Он вступал в Теософское Общество одновременно с профессором Круксом и его женой. В тот день на собрании Ложи «было около двухсот человек, включая некоторых знаменитостей — таких как профессор Майерс, Ч. К. Мэсси, Стейнтон Мозес и других».

### Блаватская
В разделе «Я встречаю нашу Основательницу» Ч. Ледбитер описывает «триумфальное» появление Е. П. Блаватской на собрании Лондонской Ложи британского Теософского Общества, где он увидел её в первый раз.

Внезапно дверь напротив нас резко распахнулась, и грузная женщина в чёрном быстро вошла и села на другом конце нашей скамьи. Несколько минут она сидела, слушая пререкания на трибуне, а затем начала выказывать заметные признаки нетерпения. Поскольку никакого прогресса не предвиделось, она вскочила со своего места и тоном военной команды выкрикнула одно слово: «Мохини!», а затем направилась через дверь прямо в проход. Обычно державшийся со статью и достоинством Мохини во всю прыть пронёсся по комнате, и достигнув выхода, не сдерживая чувств, распростёрся на полу у ног женщины в чёрном. Многие в растерянности поднялись со своих мест, не понимая, что происходит, но мгновением позже и сам Синнетт тоже побежал к двери, вышел и обменялся с женщиной несколькими словами, а затем, снова войдя в комнату, встал на конец нашей скамьи и звонким голосом произнёс судьбоносные слова: «Позвольте мне представить всем членам Лондонской Ложи мадам Блаватскую!». Сцена была неописуемой; в буйной радости и в то же время в каком-то трепете члены Ложи сгрудились вокруг нашей великой основательницы. Одни целовали ей руку, другие преклоняли перед ней колени, а двое или трое истерично рыдали.
По утверждению автора, производимое Блаватской впечатление «было неописуемым». Она смотрела прямо сквозь человека, и очевидно, видела всё, что было в нём, — и не каждому это нравилось. Иногда Ледбитер слышал от неё весьма нелицеприятные откровения о тех, с кем она говорила… «Первым впечатлением, которое она производила, было захватывающее ощущение силы, а её бодрость духа, искренность и прямота было вторым».
Ледбитер пишет, что Блаватская была самым лучшим собеседником из всех, которых он когда-либо встречал. «У неё был удивительнейший дар не лезть за словом в карман и остроумно парировать — она имела его даже с избытком». Она также обладала знаниями о всяких вещах, имеющих отношение к совершенно разным направлениям. У неё всегда было что сказать, и всегда это были далеко не общие места. Она много путешествовала, и в основном по малоизвестным местам, и ничего не забывала — помнила даже самые незначительные случаи, которые с ней происходили. Она была замечательной рассказчицей, умевшей хорошо подать историю и произвести нужное впечатление. «Она могла быть какой угодно, но только не банальной. У неё всё время находилось что-то новое, поразительное, интересное, необычное».
В связи с обвинениями врагов Блаватской в её якобы имевших место мошенничестве, надувательстве, подделках Ледбитер пишет: «Сама идея о каком-либо обмане в связи с Блаватской немыслима для всякого, кто был с ней знаком… Абсолютная искренность была одной из самых выдающихся черт её удивительно сложного характера».

### Письма Кут Хуми
Ледбитер пишет, что при исследовании спиритизма наибольшим доверием у него пользовался медиум Уильям Эглинтон. На одном из спиритических сеансов «дух-руководитель» Эглинтона по имени «Эрнест» согласился передать махатме Кут Хуми письмо Ледбитера. В этом письме Ледбитер «со всем почтением» сообщал, что с тех пор, как он впервые услышал о теософии, его единственным желанием было стать учеником махатмы (челой). Он также написал о своих тогдашних обстоятельствах и задал вопрос, нужно ли в течение семилетнего испытательного срока находиться в Индии.
Через несколько месяцев пришёл ответ от Учителя Кут Хуми. Махатма сообщил Ледбитеру, что находиться в Индии в течение семи лет испытания нет необходимости — чела может провести их где угодно, и предложил ему приехать на несколько месяцев в Адьяр, чтобы посмотреть, сможет ли он работать в качестве сотрудника штаб-квартиры, и добавил многозначительное замечание: «Тот, кто хотел бы сократить годы испытаний, должен жертвовать ради теософии».
Письмо завершалось следующими словами:

Вы спрашиваете меня: «Какие правила я должен соблюдать во время этого испытательного срока и как скоро я осмелюсь надеяться, что он может начаться?» Я отвечаю: ваше будущее в ваших собственных руках, как показано выше, и каждый день вы можете ткать его ткань. Если бы я потребовал, чтобы вы сделали то или иное, вместо того, чтобы просто посоветовать, я бы нёс ответственность за каждое следствие, вытекающее из этого шага, а ваша заслуга была бы второстепенной. Подумайте, и вы увидите, что это правда. Так что вручите свою судьбу Справедливости, никогда не опасаясь, ибо её ответ будет абсолютно истинным. Челство — стадия обучения, так же, как испытания, и лишь от самого челы зависит, закончится ли оно адептством или провалом. Из-за ошибочного представления о нашей системе челы слишком часто сидят и ждут приказов, тратя ценное время, которое можно было бы заполнить личными усилиями. Наше дело нуждается в миссионерах, энтузиастах, посредниках и даже, пожалуй, в мучениках. Но оно не может требовать от кого-либо сделаться таковым. Так что выбирайте теперь и возьмите свою судьбу в свои руки — и пусть воспоминание о нашем Господе Татхагате поможет вам принять лучшее решение.— Из Первого письма
Прочитав письмо, Ледбитер поспешил вернуться в Лондон, не сомневаясь в своём решении посвятить жизнь службе Учителям. Он надеялся на посредничество Блаватской, чтобы отослать свой ответ. Сначала она отказывалась прочесть письмо махатмы, говоря, что такие дела являются сугубо частными, но в результате настойчивости Ледбитера, наконец, прочла и спросила, какой он решил дать ответ. Он сказал, что хочет бросить свою карьеру священника и отправиться в Индию, полностью посвятив себя службе Учителям. Блаватская заверила его, что вследствие её постоянной связи с махатмой он уже знает о решении Ледбитера, и даст свой ответ в ближайшее время. Поэтому она предупредила, что нужно оставаться рядом с ней до получения ответа и не отходить от неё ни на мгновение.

[Блаватская] блестяще говорила с присутствующими и сворачивала одну из своих вечных сигарет, когда внезапно её правая рука резко простёрлась к огню весьма характерным образом, ладонью вверх. Она посмотрела на неё с удивлением, как и я сам, ведь я стоял рядом с ней, облокотившись на камин, и некоторые из нас отчётливо видели, как у неё в ладони образовалось нечто вроде беловатого тумана, а затем сгустилось в сложенный листочек бумаги, который она тут же вручила мне, сказав: «Вот ваш ответ».
Это была очень короткая записка, и гласила она следующее:

Поскольку ваша интуиция повела вас в верном направлении и заставила понять, что моим желанием было, чтобы вы отправились в Адьяр немедленно, я могу сказать вам больше. Чем скорее вы поедете в Адьяр, тем лучше. Не теряйте ни одного дня, насколько это в ваших силах. Отплывайте 5-го, если возможно. Присоединяйтесь к Упасике в Александрии. Не давайте никому знать, что вы едете, и пусть благословения нашего Господа и мои скромные благословения защищают вас от всякого зла в вашей новой жизни. Поздравляю вас, мой новый чела.
К. Х.— Второе письмо
В разделе «Послание» автор рассказывает, как Блаватская получила в вагоне идущего поезда записку от махатмы Кут Хуми, в которой было несколько слов, предназначенных для него: «Скажите Ледбитеру, что я удовлетворён его преданностью и рвением».
Ледбитер утверждает, что в ранние дни Теософского Общества послания и инструкции от махатм были довольно частыми, и высокий уровень энтузиазма, с которым тогда жили теософы, те, кто вступил в Общество уже после смерти Блаватской, «вряд ли могут себе представить».

### Тисарана и пансил
В течение нескольких недель путешествия из Египта в Индию Блаватская радикально трансформировала личность Ледбитера, который был «обычным сельским священником, любившим поиграть в теннис на траве, вполне добропорядочным и совестливым, но страшно робким и стеснительным», сделав его достойным учеником махатм.
Во время краткой остановки на Цейлоне, Блаватская, ранее ставшая буддисткой, предложила Ледбитеру последовать примеру основателей Теософского Общества. Он пишет, что Блаватская полагала, раз он был христианским священником, то его публичная демонстрация «принятия великой восточной религии» — буддизма могла бы убедить и индусов, и буддистов в честности его намерений и позволила бы ему «стать куда более полезным», работая для махатм среди них.

После троекратного произнесения хвалы Будде: «Почтение Благословенному, Святому, Совершенному в Мудрости» Ледбитер прочитал на пали священную формулу Тройственного Прибежища и затем Пять заповедей.
По прибытии в Мадрас Блаватская выступила перед заполнившими зал индусами, возмущёнными действиями христианских миссионеров.

«Она очень хорошо начала, сказав, как тронута этим восторженным приёмом, показавшим ей, что как она всегда знала, индийский народ не принимает покорно этой злой, трусливой и просто отвратительной клеветы, распространяемой этими…, и тут она произнесла такое сильное прилагательное, что полковник поспешно вмешался и как-то убедил её снова сесть на своё место».
Автор сообщает, что его жизнь в Адьяре была «почти аскетической — там практически не было слуг, кроме двух садовников и Маникама — мальчика, работавшего в конторе».

«Каждое утро я насыпал большую порцию пшеничных хлопьев в двойную кастрюлю, устроенную так, что они не пригорали, ставил её и шёл купаться в реке Адьяр (в те времена она была чище). Через полчаса или около того я возвращался, и моя пшеница была как раз готова. Затем упомянутый мальчик приводил к моей веранде корову и доил её на месте в мой собственный сосуд, принося мне также гроздь бананов из поместья, если они были. Я съедал половину пшеницы, оставляя другую половину для второго приёма пищи, который был около четырёх дня или когда возвращалась корова. Тогда я подогревал оставшуюся пшеницу и роскошно этим обедал».
В штаб-квартире Общества Ледбитер занял должность секретаря-регистратора, потому что это позволяло ему оставаться в центре теософского движения, где, как он знал, в материализованных формах часто показывались Учителя.
Однажды он встретился с махатмой Кут Хуми на крыше штаб-квартиры, рядом с комнатой Блаватской. Он находился у балюстрады, проходившей спереди дома по краю крыши, когда Учитель «материализовался», как раз переступая через эту балюстраду, будто до этого он «летел по воздуху». Ледбитер пишет:

«Естественно, я бросился вперёд и простёрся перед ним. Он поднял меня с доброй улыбкой, сказав, что хотя такая демонстрация почтения в обычае у народов Индии, он не ожидает такого от европейских учеников, и пожалуй, если каждая нация ограничится собственными методами приветствия, будет меньше случаев неловкости и затруднения».

### Оккультная тренировка
Ледбитер утверждает, что когда он прибыл в Индию, у него не было никаких способностей ясновидения. Но однажды махатма Кут Хуми удостоил его визитом и спросил его, пытался ли он когда-нибудь «пробовать определённый тип медитации, связанной с развитием таинственной силы, именуемой кундалини». Ледбитер слышал об этой силе, однако полагал, что она совершенно недоступна для западного человека. Кут Хуми же порекомендовал ему «предпринять усилия в определённом направлении», взяв с него обещание не раскрывать никому эти методы без его прямого разрешения, и сказал, что сам будет следить за усилиями своего нового ученика. Ледбитер принял это предложение и планомерно «стал день за днём работать над этим видом медитации». Ему было сказано, что «в среднем требуется сорок дней, если, конечно, усилия действительно энергичные и постоянные».
Ледбитер работал над поставленной ему задачей сорок два дня, и ему казалось, что он был уже на пороге достижения результата, когда Кут Хуми вмешался и «произвёл окончательный прорыв, который завершил процесс», тем самым дав возможность автору «пользоваться астральным зрением и в то же время сохранять полное сознание в физическом теле. Это равнозначно тому, что астральное сознание и память становятся непрерывными вне зависимости от того, бодрствует физическое тело или спит».
«Немало заботы и труда» потратил на оккультное обучение автора Учитель Джуал Кул.

Терпеливо, снова и снова создавал он какую-нибудь живую мыслеформу и спрашивал меня: «Что ты видишь?» И когда я описывал увиденное настолько хорошо, насколько позволяли мне способности, то снова и снова получал ответ: «Нет, ты видишь неверно, ты не видишь всего, погрузись глубже в себя, используй ментальное зрение наряду с астральным, стремись проникнуть ещё дальше, ещё выше».
Чтобы принять участие в обучении Ледбитера, в штаб-квартиру часто приезжал, как он его называет, «великий пандит свами Т. Субба Роу», и автор утверждает, что он навсегда останется должником этих «двух великих людей» — Джуал Кула и Субба Роу — из-за той помощи, которую они оказали ему на этом важном этапе его жизни.

## Критика
Е. И. Рерих, последовательный и бескомпромиссный критик практически всех сочинений Ч. У. Ледбитера, назвала его «злым гением теософского движения» и дала следующее объяснение своего отношения к нему:

«Ледбитер был очень вреден [в силу своего психизма, развитого за счёт духовности. Великие Учителя хотели обезвредить его, удержав его некоторое время вблизи ауры г-жи Блаватской. После её смерти он] втёрся в доверие и дружбу г-жи Безант и стал её чёрным гением. На его совесть нужно отнести большинство её тяжких заблуждений. Низший психизм в соединении с патологически извращённой натурой и нечестностью расцвели в махровый букет самых безвкусных и лживых изложений».

## Переиздания и переводы
На протяжении более чем восьмидесяти лет после первой публикации книга неоднократно переиздавалась: в 1948 году вышло второе издание, а в 1967 — третье. Русский перевод мемуаров, выполненный К. А. Зайцевым, был опубликован под названием «Как ко мне пришла теософия» издательством «Амрита-Русь» в 2005 году, в 2015 году вышло второе издание.

## Комментарии
1. ↑  Во 2-м томе «Внутренней жизни», опубликованном в 1911 году, 3-я часть 9-го раздела называется «Воспоминания». Этот материал Ледбитер использовал в 1928 году.
2. ↑  «The Australian Theosophist», 1928-9, Vol. 5,  Issue 1 (pp. 15-20), Issue 2 (pp. 59-64), Issue 3 (pp. 80-86), Issue 4 (pp. 114-121), Issue 5 (pp. 145-152), Issue 7 (pp. 210-218).[1]
Поскольку Ледбитер в это время был главным редактором журнала, на обложке название его публикации было немного изменено: «How Theosophy Came to the Editor».
3. ↑  «How Theosophy Came to Me, in The Australian Theosophist, August 15, September 15, October 15, November 15 and December 15, 1928, and February 15, 1929».[2]
4. ↑  See How Theosophy Came to Me, 1967, p. 8.[4]
5. ↑  See How Theosophy Came to Me, 1967, pp. 10-1.[5]
6. ↑  Cit. How Theosophy Came to Me, 1967, pp. 11-2.[6]
7. ↑  See How Theosophy Came to Me, 1967, p. 12.[6]
8. ↑  «Leadbeater's interest in spiritualism increased after the death of his mother on May 24, 1882».[7]
9. ↑  «Ч. У. Л[едбитер] имел обыкновение посещать спиритические сеансы, и одну Пасху мы потратили на посещение в Лондоне м-ра Хаска, где был знаменитый "Неотразимый", а также посетили Эглинтона. Однажды Хаск был в "Хартфорде" (так называли дом Ледбитеров) с сеансом... Мы неплохо провели время и наблюдали много феноменов».[8]
10. ↑  See How Theosophy Came to Me, 1930, chap. II.[9]
11. ↑  «The change to that new life came in 1883, when Leadbeater read Alfred P. Sinnett's The Occult World. That striking and readable book, with its juxtaposition of occult teaching and phenomena, led the young curate to contact the Theosophical Society in London».[10]
12. ↑  Cit. How Theosophy Came to Me, 1930, p. 22.[11]
13. ↑  See How Theosophy Came to Me, 1930, pp. 24-5.[13]
14. ↑  «Leadbeater was accepted for membership on November 20, 1883. He was welcomed into the London Lodge on February 21, 1884, together with Professor William Crookes, the distinguished physicist and psychical investigator, and Mrs. Crookes».[10]
15. ↑  А. Н. Сенкевич писал: «Появление [Блаватской] на собрании было триумфальным, некоторые его участники упали перед ней на колени... На этом перевыборном собрании Блаватская была заслуженно представлена королевой оккультизма, её воле беспрекословно подчинялись».[14]
16. ↑  «Mohini Mohun Chatterji (1858—1936) was a private secretary to Colonel Olcott, and gave evidence to the SPR enquiry into the reality of psychical phenomena occurring at Adyar. He was a scholar, MA and BL of Calcutta, and wrote books in English and Bengali».[15]
17. ↑  Cit. How Theosophy Came to Me, 1930, pp. 43-4.[16]
18. ↑  «Then, on April 7, 1884, Leadbeater met Helena Petrovna Blavatsky and Henry Steel Olcott at a turbulent election meeting of the London Lodge. Deeply impressed by Blavatsky, from that day on Leadbeater's commitment tilted more and more away from Anglicanism and toward theosophy».[10]
19. ↑  See How Theosophy Came to Me, 1930, p. 50.[17]
20. ↑  See How Theosophy Came to Me, 1930, chap. IV.[18]
21. ↑  Цит. «Как ко мне пришла теософия», 2005, стр. 40.[19]
22. ↑  «In the course of his investigations into spiritualism he [Leadbeater] had been attending a series of séances with William Eglinton (1857—1933). Eglinton was a leading exponent of slate writing, a technique popular for a time, in which a sealed slate would have a message written on it during a séance, even though the slate was supposedly inaccessible to human agents. Eglinton had previously provided more spectacular phenomena in the form of levitation and materializations, once being — so it was claimed — „translated“ from one room to another during a séance».[20]
23. ↑  Гудрик-Кларк писал, что «концепция Учителей» представляет собой идею розенкрейцеров о «невидимых и тайных адептах», работающих для прогресса человечества.[21] Также Г. Тиллетт писал: «Концепция Учителей, или махатм, представленная Блаватской, является сплавом западных и восточных идей; по её словам, местонахождение большинства из них связано с Индией или Тибетом. И она, и полковник Олкотт утверждали, что видели махатм и общались с ними. В западном же оккультизме идея „сверхчеловека“ была связана, в частности, с братствами, основанными Мартинесом де Паскуалли и Луи-Клодом де Сен-Мартеном».[22]
24. ↑  See How Theosophy Came to Me, 1930, chap. II.[23]
25. ↑  See How Theosophy Came to Me, 1930, chap. V.[24]
26. ↑  «[Leadbeater] received a letter from the Master Koot Hoomi (K.H.) in October 31, 1884, just prior to Blavatsky's return to India. Leadbeater responded by writing a letter on November 1 in which he offered to give up his career in the Church and go to India with her to serve theosophy».[10]
27. ↑  Cit. How Theosophy Came to Me, 1930, chap. V.[24]
28. ↑  See How Theosophy Came to Me, 1930, chap. V.[25]
29. ↑  «[Leadbeater] took this letter to Blavatsky in London and asked her to read it, which she did reluctantly (as she felt it was a private correspondence). Leadbeater then accompanied her to the home of the Cooper-Oakleys where, "after midnight" (i.e., early November 2, 1884) a reply materialized on Blavatky's upturned hand while Leadbeater was watching».[10]
30. ↑  Cit. How Theosophy Came to Me, 1930, chap. V.[26]
31. ↑  Upāsikā — мирская последовательница, практикующая в миру буддистка (см. «Краткий пали-русский словарь»). Так махатмы называли Блаватскую.[27]
32. ↑  Cit. How Theosophy Came to Me, 1930, chap. V.[28]
33. ↑  «This letter instructed him (Leadbeater) to leave England forthwith, if that was his desire, and to join her (Blavatsky) in Alexandria. This he did, precipitously resigning his priesthood, putting his affairs in order, and sailing for India on November 5».[10]
34. ↑  Cit. How Theosophy Came to Me, 1930, p. 62.[29]
35. ↑  See How Theosophy Came to Me, 1930, p. 91.[30]
36. ↑  See How Theosophy Came to Me, 1930, p. 92.[31]
37. ↑  А. Н. Сенкевич писал: «О последней поездке Блаватской в Индию существуют воспоминания очевидца — Чарлза Уэбстера Ледбитера, тогда молодого сельского священника англиканской церкви, только что вступившего в Теософическое общество. В качестве своеобразного послушания он должен был сопровождать Блаватскую из Англии в Порт-Саид, оттуда — в Коломбо, а затем — в Мадрас».[32]
38. ↑  See How Theosophy Came to Me, 1930, p. 101.[33]
39. ↑  See How Theosophy Came to Me, 1930, pp. 103-6.[34]
40. ↑  «[Leadbeater] took pansil, formally becoming a Buddhist, in Colombo, Ceylon, and then arrived in Adyar in December 1884».[10]
41. ↑  Cit. How Theosophy Came to Me, 1930, p. 118.[35]
42. ↑  А. Н. Сенкевич писал: «Как только аудитория притихла, она [Блаватская] начала свою яростную речь, направленную против христианских миссионеров. В ней она ввернула такое непотребное словечко, что Олкотт с ужасом вскочил с места и умоляюще посмотрел на Блаватскую».[36]
43. ↑  Cit. How Theosophy Came to Me, 1930, pp. 130-1.[37]
44. ↑  See How Theosophy Came to Me, 1930, p. 149.[38]
45. ↑  «From 1884 to 1888, Leadbeater was recording secretary of the Theosophical Society, assistant to Olcott and a student of the Ancient Wisdom called theosophy».[10]
46. ↑  Cit. How Theosophy Came to Me, 1930, p. 151.[39]
47. ↑  «Leadbeater and later Esotericists up to and including New Age writers have reinterpreted kundalini as simply a form of energy».[40]
48. ↑  See How Theosophy Came to Me, 1930, pp. 131-2.[41]
49. ↑  See How Theosophy Came to Me, 1930, p. 133.[42]
50. ↑  Эллвуд писал, что в период с 1884 по 1888 год Ледбитер прошёл курс медитативной практики, которая «пробудила в нём ясновидение».[10]
51. ↑  Cit. How Theosophy Came to Me, 1930, pp. 133-4.[45]
52. ↑  See How Theosophy Came to Me, 1930, p. 134.[46]
53. ↑  См. Рерих Е. И. «Письма», том 2, стр. 104.[47]
54. ↑  Цит. Рерих Е. И. «Письма», том 2, стр. 322.[47]
55. ↑  Однако Эллвуд писал: «Чарлз Ледбитер был видным теософским писателем, лектором и преподавателем. В сравнении с иной теософской литературой его книги пользуются наибольшей популярностью; на западный оккультизм, включая движение "Нью Эйдж", он оказал прямое или косвенное влияние, как никто другой и в своё время, и после себя».[10]

### Теософские источники
- An Index to «The Australian Theosophist», 1928—1933, Sydney (англ.). Union Index of Theosophical Periodicals. The Campbell Theosophical Research Library (3 ноября 2011). Дата обращения: 22 ноября 2016.
- Jinarajadasa C. K. H. Letters to C. W. Leadbeater. — Reprint. Originally published in 1941. — Kessinger Publishing, 2010. — 122 p. — ISBN 1162578084.
- Oliveira P. With Madame Blavatsky (англ.). CWL World. Дата обращения: 25 ноября 2016.
- Рерих Е. И. Письма. — М.: Международный Центр Рерихов, 2000. — Т. 2.
- Ходсон Дж. Великий оккультист Чарлз Ледбитер // Вестник теософии : журнал. — 2008. — № 1. — С. 22—24.